# هنريك نوارا
هنريك نوارا (14 يونيو 1924 – 28 نوفمبر 2001) هو ملاكم بولندي راحل، مثّل بلاده في الألعاب الأولمبية الصيفية 1952.

## روابط خارجية
هنريك نوارا على موقع أوليمبيديا (الإنجليزية)
- هنريك نوارا على موقع اللجنة الأولمبية البولندية (مؤرشف) (البولندية)